# ミライon図書館
ミライon図書館（ミライオンとしょかん）は、長崎県大村市にある図書館施設。
長崎県立・大村市立一体型図書館とされ、長崎県立長崎図書館と大村市立図書館の役割を併せ持つ。都道府県と市町村が共同運営する図書館は、高知県のオーテピア高知図書館に次いで2例目であるが、県庁所在地以外の市町村と県が共同運営する例は初めてである。

## 特色

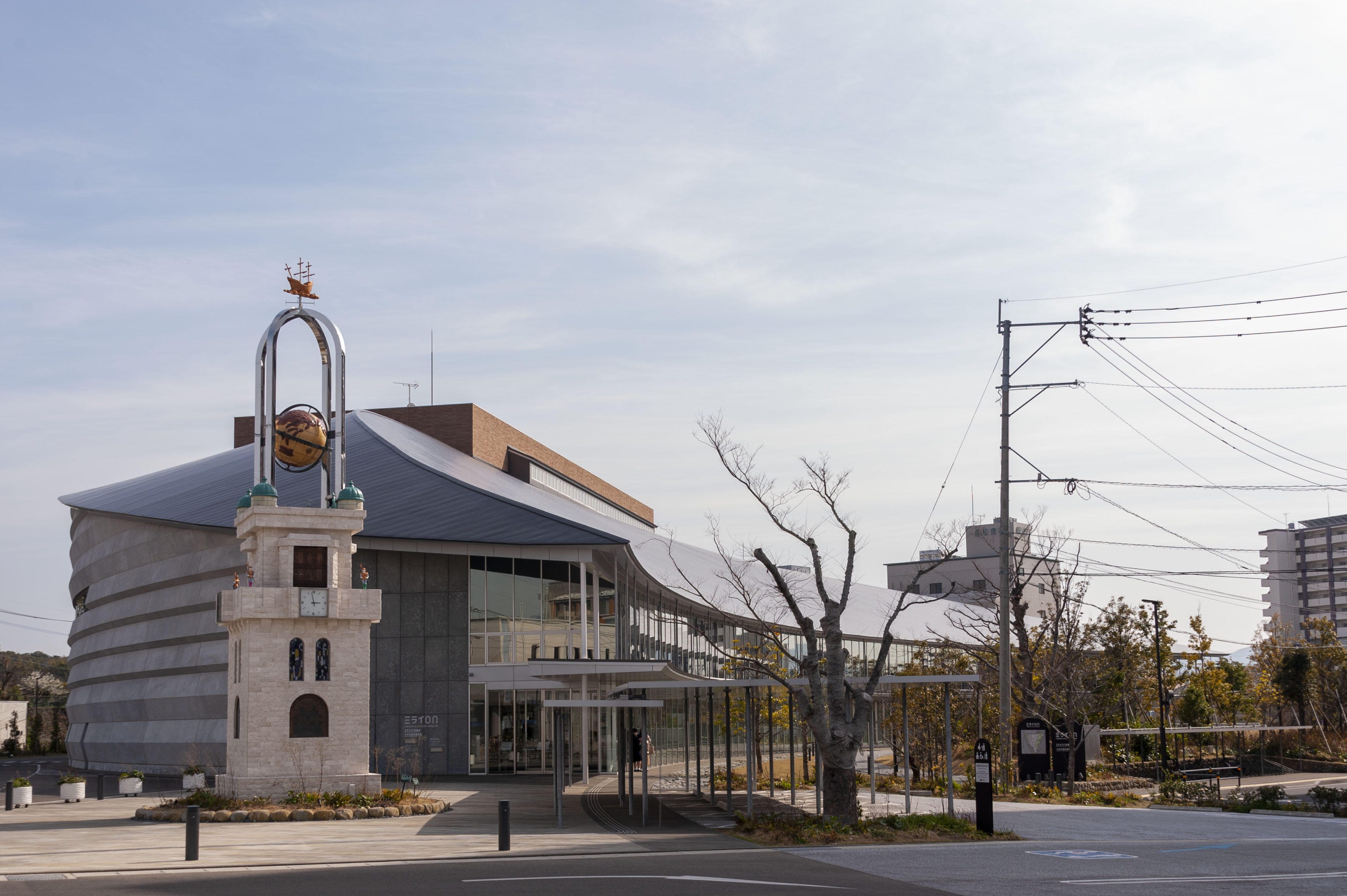
建物の外観

収蔵能力は202万冊であり、九州の都道府県立図書館としては最多である。開館時点の蔵書冊数は約125万冊であり、うち開架冊数は約25万冊。
「ミライon」という名称は、「大村市（Omura）と長崎県（Nagasaki）を融合した未来」を意味する。長崎県美術館との連携企画展を開催したり、献血や大村市出身の著名人のイベントなども開催する。

## 歴史
- 2017年（平成29年）9月30日 - 大村市立図書館が閉館。
- 2018年（平成30年）11月30日 - 長崎県立長崎図書館が閉館。
- 2019年（令和元年）
  - 7月24日 - 1階こども室を中心に7月28日まで部分開館。
  - 10月5日 - 開館[2]。開館前には2,000人以上（朝日新聞報道[2]）または3,000人以上（読売新聞[3]、長崎新聞[1]報道）が列を作った。
- 2024年（令和6年）12月25日 - 来館者数200万人到達するセレモニーを行う[6]。

## 施設
建物自体は6階建であり、一般利用者は4階まで入館できる。
- 4階 - 資料閲覧スペース
- 3階 - 一般資料開架スペース（一般書約21万冊）
- 2階 - 学習スペース（104席。76名収容の研修室、6名で使用できるグループ室4室）
- 1階 - こども室（絵本・児童書など約4万冊）、おはなしのへや（絵本の読み聞かせ）、多目的ホール（200名収容）、カフェ施設、大村市歴史資料館、コインロッカー

なお、図書館正面入口近くにあるからくり時計「天正夢時計」は、かつて大村市立図書館（現在のミライon図書館駐車場付近）正面にあった天正夢広場の敷地内に設置されていた時計である。天正夢広場はミライon図書館建設の際に廃止されたが、このからくり時計のみが残された。なお、図書館建設の際にからくり時計は移設しておらず、建築当初の位置のままである。

## アクセス
- JR大村線大村駅から徒歩約5分。
- 長崎県営バス大村ターミナルから徒歩5分。
- 長崎県営バスミライonバス停からすぐ。

## 参考資料
- 「ミライon図書館 令和元年（2019年）10月5日（土）開館!」『げんき広場』長崎県教育庁総務課、72号、2019年7月